# Consejería de Educación, Ciencia y Formación Profesional de la Junta de Extremadura
La Consejería de Educación, Ciencia y Formación Profesional es una consejería que forma parte de la Junta de Extremadura. Su actual consejera y máximo responsable es María Mercedes Vaquera Mosquero.

## Competencias
- Política educativa y formación profesional
- Política universitaria
- Ciencia, tecnología e innovación

## Estructura Orgánica
- Consejera: María Mercedes Vaquera Mosquero
  - Secretaría General: Francisco Eugenio Pozo Pitel
  - Secretaría General de Educación y Formación Profesional: María del Pilar Pérez García
    - Dirección General de Personal Docente: David Moreno Rego
    - Dirección General de Formación Profesional, Innovación e Inclusión Educativa: Pedro Antonio Pérez Durán

  - Dirección General de Universidad: Esther Muñoz Baquero
  - Secretaría General de Ciencia, Tecnología e Innovación: Javier de Francisco Morcillo

## Organismos adscritos
- Ente Público Extremeño de Servicios Educativos Complementarios
- Consejo Escolar de Extremadura
- Centro de Investigaciones Científicas y Tecnológicas de Extremadura

## Consejeros
| Legislatura      | Inicio                                                   | Fin                                                      | Titular                                                  | Partido                                                  |
| ---------------- | -------------------------------------------------------- | -------------------------------------------------------- | -------------------------------------------------------- | -------------------------------------------------------- |
| I (1983-1987)    | Consejería de Educación, Cultura, Juventud y Deportes    | Consejería de Educación, Cultura, Juventud y Deportes    | Consejería de Educación, Cultura, Juventud y Deportes    | Consejería de Educación, Cultura, Juventud y Deportes    |
| I (1983-1987)    | 7 de marzo de 1983                                       | 18 de julio de 1987                                      | Francisco España Fuentes                                 | PSOE-E                                                   |
| II (1987-1991)   | Consejería de Educación y Cultura                        | Consejería de Educación y Cultura                        | Consejería de Educación y Cultura                        | Consejería de Educación y Cultura                        |
| II (1987-1991)   | 21 de julio de 1987                                      | 5 de julio de 1991                                       | Jaime Naranjo Gonzalo                                    | PSOE-E                                                   |
| III (1991-1995)  | Consejería de Educación y Cultura                        | Consejería de Educación y Cultura                        | Consejería de Educación y Cultura                        | Consejería de Educación y Cultura                        |
| III (1991-1995)  | 5 de julio de 1991                                       | 20 de abril de 1993                                      | Jaime Naranjo Gonzalo                                    | PSOE-E                                                   |
| III (1991-1995)  | 20 de abril de 1993                                      | 18 de julio de 1995                                      | Victorino Mayoral Cortés                                 | PSOE-E                                                   |
| IV (1995-1999)   | Consejería de Educación, Ciencia y Tecnología            | Consejería de Educación, Ciencia y Tecnología            | Consejería de Educación, Ciencia y Tecnología            | Consejería de Educación, Ciencia y Tecnología            |
| IV (1995-1999)   | 21 de julio de 1995                                      | 19 de julio de 1999                                      | Luis Millán Vázquez de Miguel                            | PSOE-E                                                   |
| V (1999-2003)    | Consejería de Educación, Ciencia y Tecnología            | Consejería de Educación, Ciencia y Tecnología            | Consejería de Educación, Ciencia y Tecnología            | Consejería de Educación, Ciencia y Tecnología            |
| V (1999-2003)    | 21 de julio de 1999                                      | 25 de junio de 2003                                      | Luis Millán Vázquez de Miguel                            | PSOE-E                                                   |
| VI (2003-2007)   | Consejería de Educación, Ciencia y Tecnología            | Consejería de Educación, Ciencia y Tecnología            | Consejería de Educación, Ciencia y Tecnología            | Consejería de Educación, Ciencia y Tecnología            |
| VI (2003-2007)   | 27 de junio de 2003                                      | 8 de enero de 2005                                       | Luis Millán Vázquez de Miguel                            | PSOE-E                                                   |
| VI (2003-2007)   | 8 de enero de 2005                                       | 29 de junio de 2007                                      | Eva María Pérez López                                    | PSOE-E                                                   |
| VII (2007-2011)  | Consejería de Educación                                  | Consejería de Educación                                  | Consejería de Educación                                  | Consejería de Educación                                  |
| VII (2007-2011)  | 2 de julio de 2007                                       | 9 de julio de 2011                                       | Eva María Pérez López                                    | PSOE-E                                                   |
| VIII (2011-2015) | Consejería de Educación y Cultura                        | Consejería de Educación y Cultura                        | Consejería de Educación y Cultura                        | Consejería de Educación y Cultura                        |
| VIII (2011-2015) | 7 de julio de 2011                                       | 4 de julio de 2015                                       | Trinidad Nogales Basarrate                               | PP-E                                                     |
| IX (2015-2019)   | Consejería de Educación y Empleo                         | Consejería de Educación y Empleo                         | Consejería de Educación y Empleo                         | Consejería de Educación y Empleo                         |
| IX (2015-2019)   | 6 de julio de 2015                                       | 1 de julio de 2019                                       | Esther Gutiérrez Morán                                   | PSOE-E                                                   |
| X (2019-2023)    | Consejería de Educación y Empleo                         | Consejería de Educación y Empleo                         | Consejería de Educación y Empleo                         | Consejería de Educación y Empleo                         |
| X (2019-2023)    | 1 de julio de 2019                                       | 17 de julio de 2023                                      | Esther Gutiérrez Morán                                   | PSOE-E                                                   |
| X (2019-2023)    | Consejería de Economía, Ciencia y Agenda Digital         |                                                          |                                                          |                                                          |
| X (2019-2023)    | 1 de julio de 2019                                       | 17 de julio de 2023                                      | Rafael España Santamaría                                 | PSOE-E                                                   |
| XI (2023-)       | Consejería de Educación, Ciencia y Formación Profesional | Consejería de Educación, Ciencia y Formación Profesional | Consejería de Educación, Ciencia y Formación Profesional | Consejería de Educación, Ciencia y Formación Profesional |
| XI (2023-)       | 20 de julio de 2023                                      | En el Cargo                                              | María Mercedes Vaquera Mosquero                          | PP-E                                                     |